# آلن مونی
آلن مونی (انگلیسی: Alain Monié) (زاده ۱۹۵۱) کارآفرین، بازرگان و مدیر ارشد اجرایی مکزیکی است، که در حال حاضر به‌عنوان مدیر عامل اجرایی شرکت اینگرم مایکرو فعالیت می‌کند.